# 蕭恒徳
蕭恒徳（しょう こうとく、? - 996年）は、遼（契丹）の軍人。字は遜寧。兄は蕭排押。

## 経歴
蕭阿古只の玄孫にあたる。統和元年（983年）、景宗の娘の越国公主耶律延寿女を妻とし、駙馬都尉に任じられ、南面林牙に転じた。宣徽使耶律阿没里の下で高麗を攻撃して帰還すると、北面林牙となった。統和4年（986年）、北宋の曹彬・米信らが燕雲十六州奪回のために進攻してくると、恒徳は耶律休哥に助言して、提案の多くは採用された。東京留守となった。
統和6年（988年）、聖宗が北宋に対して親征し、沙堆を包囲すると、恒徳は包囲の1面を担当した。恒徳は自ら先頭に立って城壁を奪取した。城は陥落したが、流れ矢に当たって負傷し、睿智太后の見舞いを受けて薬を賜った。長城口を攻撃したときには再び先頭に立ち、太后は恒徳の功績を高く評価した。統和11年（993年）、命を受けて高麗を攻撃し、辺境の城を落とし、高麗王王治を屈服させた。
統和12年（994年）8月、啓聖竭力功臣の称号を賜った。都部署奚和朔奴の下で兀惹を討つと、戦いにならないうちに兀惹は帰順を願い出てきた。しかし恒徳は捕虜を取ろうとしたため、反発を買った。兀惹は必死で抵抗し、契丹軍は兀惹の城を落とすことができなかった。奚和朔奴は撤退しようと考えたが、恒徳が功なきまま帰ることはできないと強硬に主張したため、奚和朔奴はやむをえず東南諸部に進撃し、高麗の北辺にいたった。遠征地にあって食糧の補給が続かず、兵馬に多くの死傷者を出して帰還した。恒徳は罪に問われて功臣の称号を剥奪された。
統和14年（996年）、恒徳の娘を高麗王王治の妻としてとつがせた。行軍都部署となり、蒲盧毛朶部を攻撃した。帰還すると、恒徳の妻の越国公主が病にかかったため、睿智太后が宮人賢釈を派遣して病床に仕えさせたが、恒徳は賢釈と私通した。公主は憂憤のうちに死去し、太后は激怒して恒徳に死を賜った。死後に蘭陵郡王に追封された。
子に蕭匹敵があった。

## 伝記資料
- 『遼史』巻88 列伝第18